# Paramount Records
Pour les articles homonymes, voir Paramount (homonymie).
Paramount Records est un label discographique américain de jazz et blues, anciennement basé dans le comté d'Ozaukee, dans le Wisconsin, actif entre 1917 et 1922.

## Histoire

### Débuts et succès
Paramount Records est fondé en 1918 comme filiale de la Wisconsin Chair Company de Grafton dans le Wisconsin. Paramount est connu pour ses enregistrements de blues et jazz dans les années 1920 et 1930, avec des artistes comme Ma Rainey ou Blind Lemon Jefferson. Les bureaux du label étaient situés à Port Washington, dans le Wisconsin, et l'usine de pressage était située au 1819 S. Green Bay Road à Grafton. Le label était dirigé par Fred Dennett Key. Les enregistrements avaient souvent lieu dans des studios de Chicago.
La Wisconsin Chair Company fabriquait des meubles en bois pour phonographes pour Edison Records. En 1915, elle commence à fabriquer ses propres phonographes sous le nom de sa filiale, la United Phonograph Corporation. Elle presse des phonographes sous plusieurs marques jusqu'à la fin de la décennie ; les marques échouent commercialement. En 1918, une gamme de disques gramophoniques fait ses débuts sous le label Paramount. Ils sont enregistrés et pressés par une filiale de la Chair Company, les New York Recording Laboratories, Inc. qui, malgré son nom, est située dans la même usine du Wisconsin à Port Washington. Les publicités indiquaient cependant : « Les Paramount sont enregistrés dans notre propre laboratoire de New York ».
Au cours de ses premières années d'existence, le label Paramount s'en sort à peine mieux que la gamme de phonographes Vista. Le produit n'avait pas grand-chose pour se distinguer. Paramount publiait des enregistrements pop d'une qualité audio moyenne, pressés sur des disques en gomme-laque de qualité moyenne. Avec l'arrivée de l'enregistrement électrique, la fidélité audio et la qualité de la gomme-laque ont toutes deux baissé et sont devenues nettement inférieures à la moyenne, bien que certains disques Paramount aient été bien pressés sur une gomme-laque de meilleure qualité et soient devenus des objets de collection.
Au début des années 1920, la Paramount accumule les dettes et ne fait aucun profit. Paramount commence à proposer de presser des disques pour d'autres sociétés sur la base d'un contrat à bas prix.

### Race Records
La Paramount était chargée de presser des disques pour Black Swan Records. Lorsque la société Black Swan fait faillite, Paramount rachète Black Swan et produit des disques par et pour les Afro-Américains. Ces disques dits de musique raciale deviennent l'activité la plus célèbre et la plus lucrative de Paramount, en particulier sa série 12000. On estime qu'un quart de tous les « disques raciaux » sortis entre 1922 et 1932 portaient l'étiquette Paramount. La société s'appuyait sur des bureaux et des agents de la ville voisine de Chicago pour trouver et enregistrer des artistes pour ses offres de blues et de jazz
La série de disques de course de Paramount est lancée en 1922 avec des chansons de blues de vaudeville par Lucille Hegamin et Alberta Hunter. La société avait une importante activité de vente par correspondance qui fut l'une des clés de son succès initial.

### Fermeture et rééditions
La Grande Dépression aux États-Unis entraîne la fermeture de nombreuses maisons de disques. Paramount cesse d'enregistrer en 1932 et ferme ses portes en 1935.
Comme d'autres maisons de disques pendant la Grande Dépression, Paramount vend la plupart de ses masters comme de la ferraille. Certains des enregistrements de la société auraient été jetés dans la Milwaukee River par des employés mécontents lors de la fermeture de la société au milieu des années 1930. Un épisode de 2006 de l'émission de télévision PBS History Detectives montre des plongeurs fouillant la rivière à la recherche de bandes masters Paramount et de 78 tours invendus, mais sans succès. L'auteure Amanda Petrusich a également plongé dans la rivière à la recherche de disques pour son livre Do Not Sell at Any Price sorti en 2014, mais n'en a trouvé aucun.